# Jorge Calado
Jorge Oliveira Calado (7 giugno 1946) è un ex calciatore portoghese, di ruolo difensore e centrocampista.

## Carriera
Nativo del Mozambico, allora colonia portoghese, trascorse la parte iniziale della sua carriera agonistica con i portoghesi del Benfica, fungendo per lo più da rincalzo. Ha esordito con le aquile il 26 novembre 1961 nella vittoria per 5-3, segnando anche una rete, contro il Caldas nell'incontro valido per la Taça de Portugal 1961-1962.
Pur come riserva dal 1961 al 1971 Calado vincerà con il Benfica cinque campionati, tre coppe nazionali e tre Taça Ribeiro dos Reis. Con i rossi giocherà anche quattro partite di Coppa Campioni e una nella Coppa delle Fiere 1966-1967.
Nella stagione 1968-1969 giocò in prestito al Leixões, con cui ottenne l'undicesimo posto in campionato.
Nel 1971 si accasa all'União de Tomar, con cui ottiene il dodicesimo posto nella Primeira Divisão 1971-1972.
Nel 1972 passa al Belenenses, con cui ottiene il secondo posto nella Primeira Divisão 1972-1973. La stagione seguente ottiene il quinto posto finale, mentre nella Coppa UEFA 1973-1974 esce al primo turno contro gli inglesi del Wolverhampton.
Nella stagione 1974-1975 torna all'União de Tomar, con cui ottenne il dodicesimo posto finale. 
Nel 1975 si trasferisce negli Stati Uniti d'America per giocare nei Boston Minutemen, dove ritrova il suo vecchio compagno di squadra al Benfica Eusébio, franchigia della NASL. Nel campionato 1975 vince con i Minutemen il proprio girone ma si ferma ai quarti di finale nei playoff. 
Nella stagione 1975-1976 torna all'União de Tomar, con cui retrocede nella serie cadetta.
Terminata l'esperienza in patria torna ai Minutemen, che lascerà nel corso della stagione 1976 per giocare nei Rochester Lancers, con cui sarà eliminato al primo turno dei playoff per il titolo contro i canadesi del Toronto Metros-Croatia, poi futuri campioni.
Tornato in Portogallo, dopo aver giocato nel Viseu e Benfica, chiuderà la carriera nel SRD Neigras.